# 新闻20分
《新闻20分》是中国中央电视台新闻中心于2009年8月17日推出的一档新闻栏目，期间于每周一至五的15：00~15：20在中国中央电视台综合频道播出。后来为了增加电视剧的播出量而于2010年7月12日被电视剧取代而停播至今。

## 主播
康輝、郭志堅、李梓萌、海霞、彭坤